# 台湾高腰圆口小蜗牛
台湾高腰圆口小蜗牛（学名：Coneuplecta circumcincta taiwanica）是腹足綱異鰓類真有肺類柄眼目支序之下的成員，舊屬鳖甲蜗牛科，今屬腹齒螺總科真蛞蝓科平圓口小蝸牛屬。是台灣的特有種。

## 型態描述
殻呈圓錐形，約有螺層6層。

## 分佈
本物種見於台湾北部的宜蘭縣大同鄉及高雄縣寶斗山（模式產地）。
常栖息在中低海拔山区落叶堆下或潮溼森林底層。牠們不一定只生活於落葉堆，也見於岩石間，或活動於植物上。